# Roupy
Roupy – miejscowość i gmina we Francji, w regionie Hauts-de-France, w departamencie Aisne.
Według danych na styczeń 2014 roku gminę zamieszkiwało 247 osób, a gęstość zaludnienia wynosiła 41,9 osób/km².